# Lizette Lombó Alarcón
Lizette Lombó Alarcón (Ciudad de México; 7 de octubre de 1989), conocida artísticamente como Liz Lombó, es una presentadora de televisión, periodista y modelo mexicana. Actualmente trabaja en TV Azteca como reportera y conductora de televisión.
Lizette Lombó inicia su carrera como reportera en el programa Ciudad Red Ángel programa patrocinado por el Gobierno de la Ciudad de México (GobiernoDF), Red Ángel transmitido a través del canal de Televisión Proyecto 40 y era conducido por el actor Omar Fierro, la exconcursante de La Academia Cynthia Rodríguez y Lizette Lombó, quien fue la reportera encargada de realizar reportajes y cápsulas de ayuda social.
Se transmitieron 36 emisiones televisivas del programa Ciudad Red Ángel. Dio inicio su transmisión el 17 de abril de 2011
y se transmitía a las 10:00 horas con una duración de media hora hasta finales de noviembre cuando término su transmisión.
En el 2012 adquirió fama tras recibir la noticia al ser aceptada en el programa de televisión Al Extremo de Azteca América.
Sin embargo, su carrera e intereses se ampliaron hacia otras facetas logrando a la fecha ser una de las presentadoras y periodista más recurrentes, no solo de Televisión Azteca, si no del medio artístico.

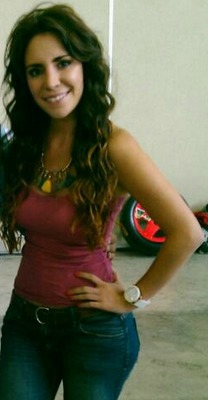
Lizette en 2014.

## Biografía
De niña, Lizette Lombó estaba interesada en tener una carrera en el mundo del entretenimiento, particularmente en la actuación y el canto.
Egresó de la Universidad Latina (DGETI) (carreras técnicas), graduada en la carrera de técnico en comunicación.
Actualmente trabaja para Tv Azteca, Azteca América como reportera y conductora.

### Reportera y conductora
Liz Lombó fungió como reportera del programa Ciudad Red Ángel Programa de educación y orientación social ella era encargada de entrevistar a personas dedicadas a la ayuda, educación y orientación social, también fue reportera en el programa "para todos", junto con nicole y abyade se autonombraron las chicas sobre ruedas, esto antes de ser conductora y reportera del programa de televisión Al Extremo en el canal Azteca 13.